# Musicalische Ergötzung

Musicalische Ergötzung (en français : Délices musicales), PWC 370a – 375, T. 331 – 336, PC 348 – 353) est un recueil de musique de chambre de Johann Pachelbel. Publié de son vivant, il contient six suites [ou sonates en trio] pour deux violons et basse continue . 
Les circonstances exactes de la publication de l'ouvrage intitulé en allemand sont inconnues. Le seul exemplaire existant de l'édition originale a été publiée en 1699 ou après à Nuremberg, par Johann Christoph Weigel, un éditeur qui a également publié plusieurs autres œuvres de Pachelbel. Cependant, Johann Mattheson, écrivant quelques décennies après la mort de Pachelbel, a affirmé que Musicalische Ergötzung a été publié pour la première fois en 1691. 
La collection contient six parties ou suites :
1. Partie I en fa majeur : Sonate (Allegro) - Allemand - Courant - Ballet - Saraband - Gigg
2. Partie II en do mineur : Sonate - Gavotte - Trezza - Aria - Saraband - Gigg
3. Partie III en mi bémol majeur : Sonate (Allegro) - Allemande - Courante - Gavotte - Saraband - Gigg
4. Partie IV en mi mineur : Adagio - Aria - Courant - Aria - Ciacona
5. Partie V en do majeur : Sonate - Aria - Trezza - Ciacona
6. Partie VI en si bémol majeur : Sonate (Adagio) - Aria - Courant - Gavotte - Saraband - Gigg

La technique de la scordatura (accordage alternatif utilisé pour les instruments à cordes) est appliquée aux parties de violon de toutes les suites, mais, contrairement aux compositeurs contemporains tels que Heinrich Ignaz Biber, Pachelbel l'a utilisée avec parcimonie, non pas pour produire des effets spéciaux mais pour enseigner aux amateurs musiciens (à qui l'ouvrage était probablement destiné) les bases de cette technique. 
L'idée d'enchaîner une sonate puis une suite sera reprise en 1726 par François Couperin dans Les Nations : La Française, L'Espagnole, L'Impériale et La Piémontaise.

## Discographie
- Musicalische Ergötzung, Canon et gigue - London Baroque - Harmonia Mundi 2004 (OCLC 221852339)